# Stellers gaai
Stellers gaai (Cyanocitta stelleri) is een Noord-Amerikaanse zangvogel uit de familie Corvidae (kraaien). De soort werd in 1788 geldig beschreven door Johann Friedrich Gmelin en vernoemd naar de Duitse natuuronderzoeker Georg Wilhelm Steller. De oom van Johann Friedrich Gmelin was Johann Georg Gmelin jr. die ooit Steller liet deelnemen aan de Tweede Kamtsjatka-expeditie.

## Kenmerken
Deze vogel heeft een opvallend blauw verenkleed en een kuif. De veren op het onderlijf zijn ook blauw en de hals en de kop donkerder blauw dan de rest van het verenkleed.

## Leefwijze
Het dieet van Stellers gaai is gevarieerd en bestaat voor twee derde uit plantaardig materiaal en een derde uit dierlijk voedsel. Op het menu staan onder andere eikels, zaden, bessen, pinda's en brood, maar ook vlees, eieren en kleine ongewervelden. De vogel scharrelt graag rond bij picknick- en kampeerplaatsen.

## Verspreiding en leefgebied
Stellers gaai komt in een groot deel van Midden-Amerika (El Salvador, Guatemala, Honduras, Mexico en Nicaragua) en de westelijke helft van de Verenigde Staten (incl. Alaska) en Canada voor. Hij vervangt daar de blauwe gaai. In Colorado zijn gevallen van bastaardisering waargenomen. Stellers gaai komt voor in naaldbos en gemengd bos met een open karakter. De vogel leeft in de winter in troepen en zoekt dan vaak eikenbos op.
De soort telt dertien ondersoorten:
- C. s. stelleri: van zuidelijk Alaska en de westkust van Canada tot noordwestelijk Oregon.
- C. s. carlottae: Koningin Charlotte-eilanden.
- C. s. frontalis: van centraal Oregon, oostelijk Californië tot het westelijke deel van Centraal-Nevada.
- C. s. carbonacea: kust van het westelijke deel van Centraal-Californië.
- C. s. annectens: van centraal Brits-Columbia tot zuidoostelijk Alberta, zuidelijk naar noordoostelijk Oregon en noordwestelijk Wyoming.
- C. s. macrolopha: van oostelijk Nevada tot zuidwestelijk South Dakota, zuidelijk naar noordelijk Mexico.
- C. s. diademata: noordwestelijk Mexico.
- C. s. phillipsi: San Luis Potosí.
- C. s. azteca: zuidelijk deel van Centraal-Mexico.
- C. s. coronata: zuidwestelijk, het oostelijke deel van Centraal-en zuidelijk Mexico en westelijk Guatemala.
- C. s. purpurea: Michoacan.
- C. s. restricta: Oaxaca.
- C. s. suavis: Nicaragua en Honduras.

## Foto's

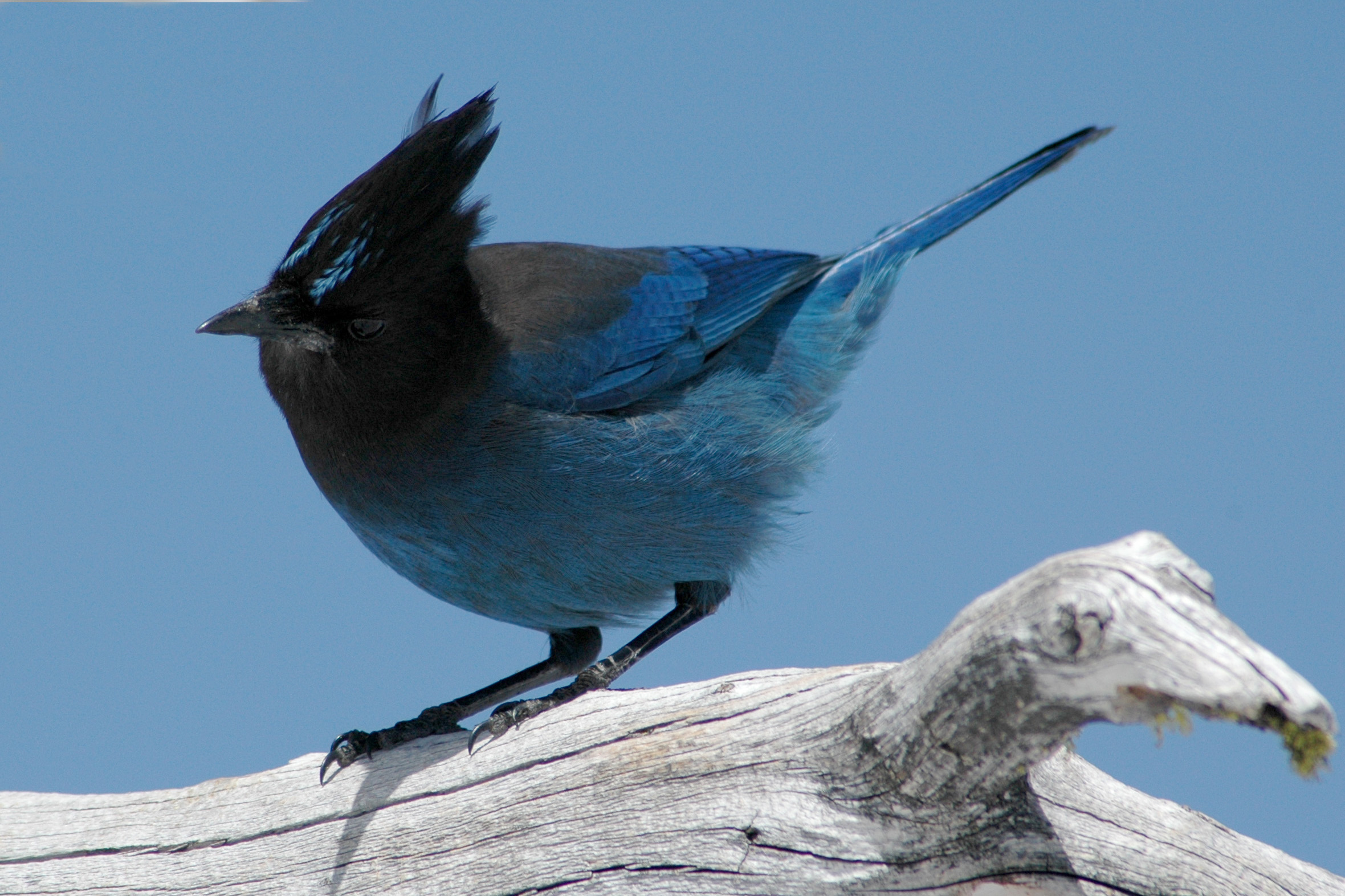
Crater Lake, Oregon
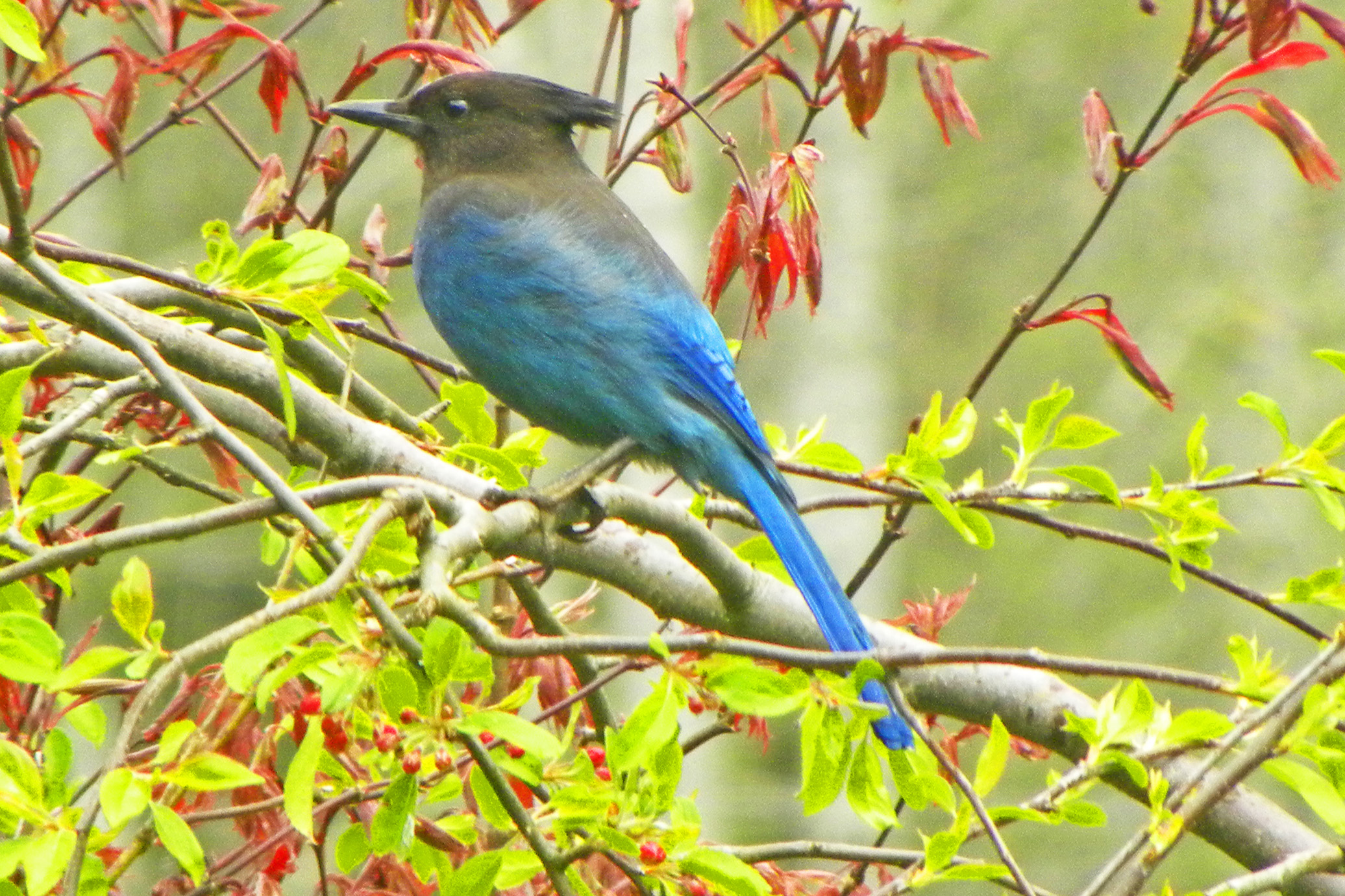
Astoria, Oregon
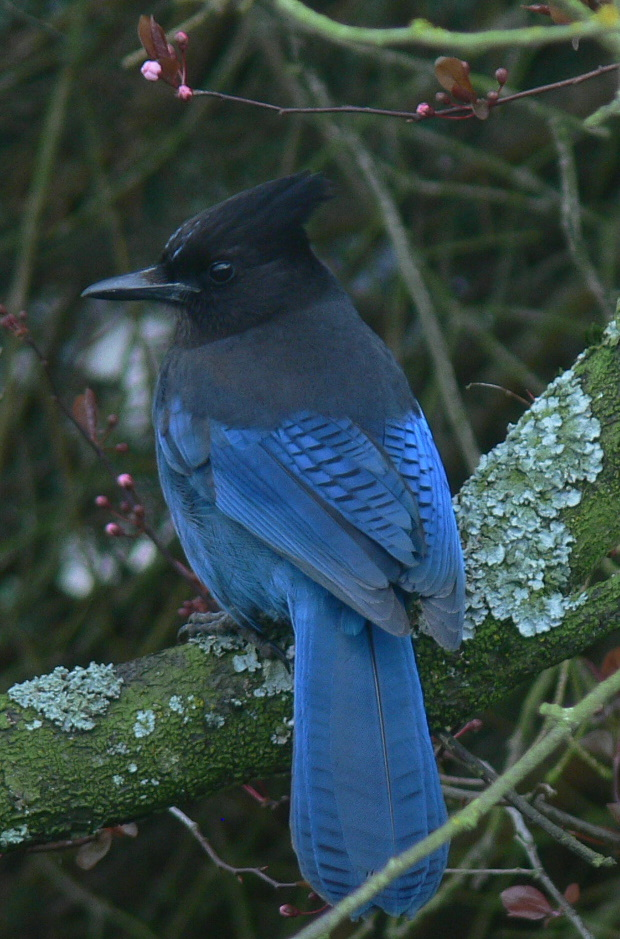
Lynnwood, Washington (staat)
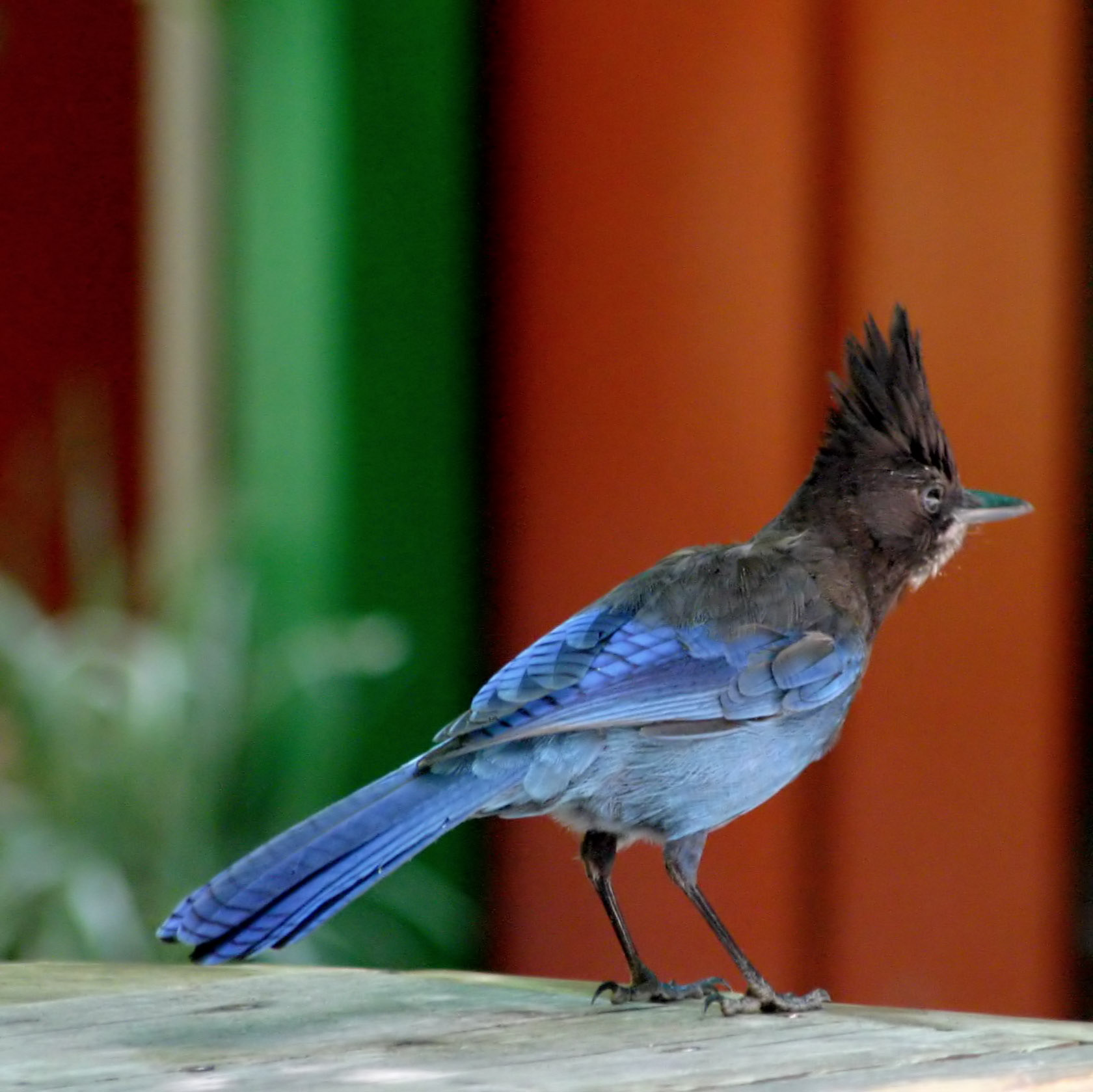
Santa Cruz County, Californië
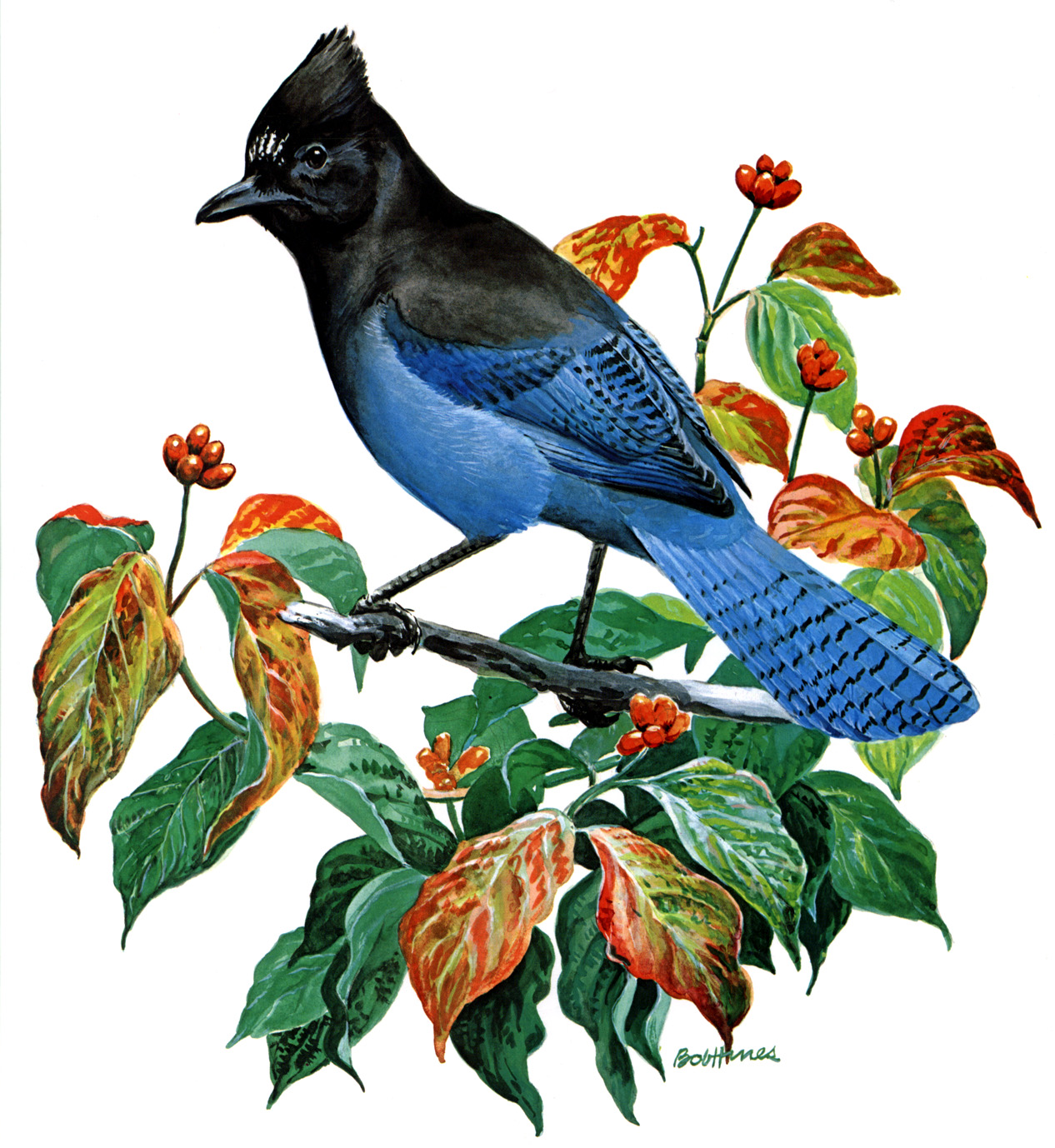
Afbeelding gemaakt door Robert W. Hines
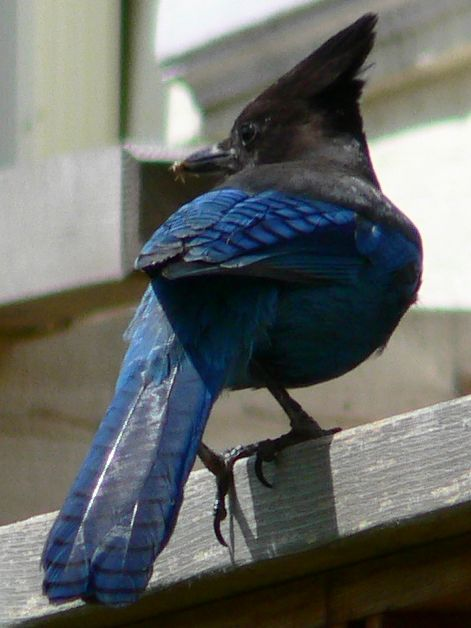
Seattle, Washington
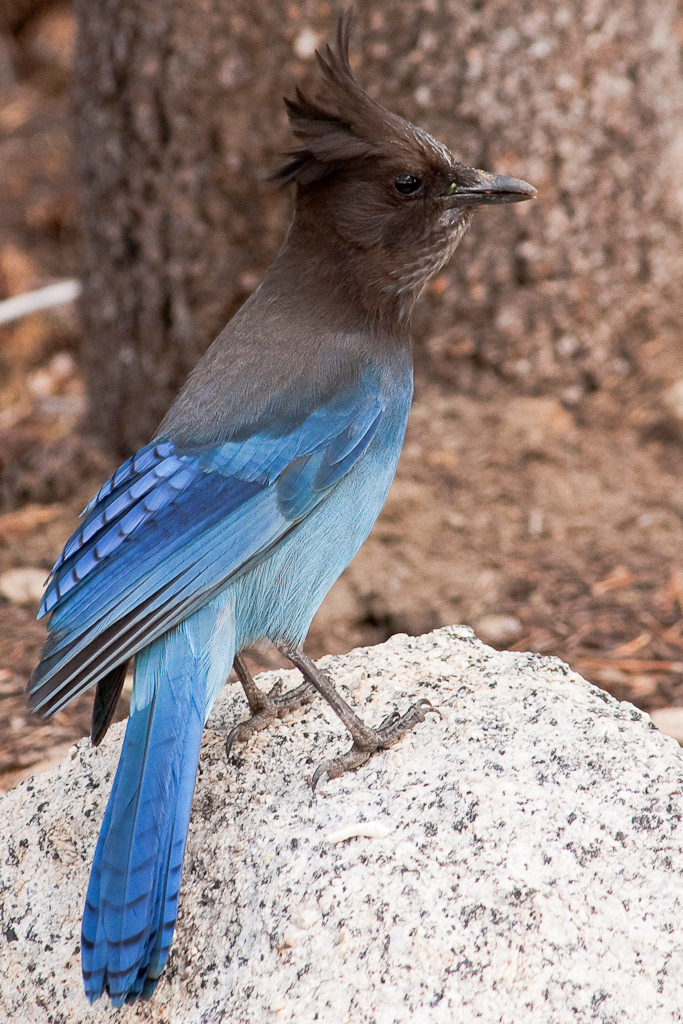
Yosemite National Park, California
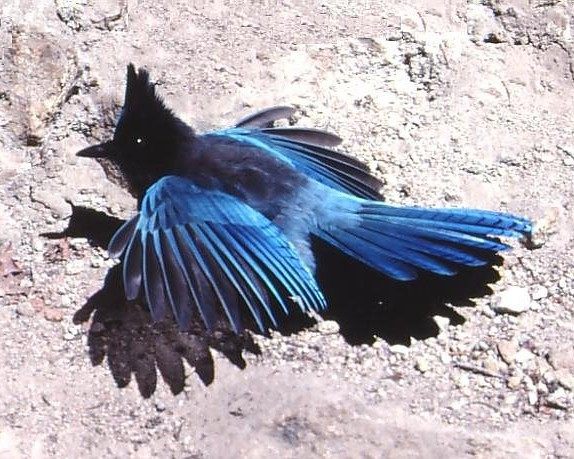
Yosemite National Park, California
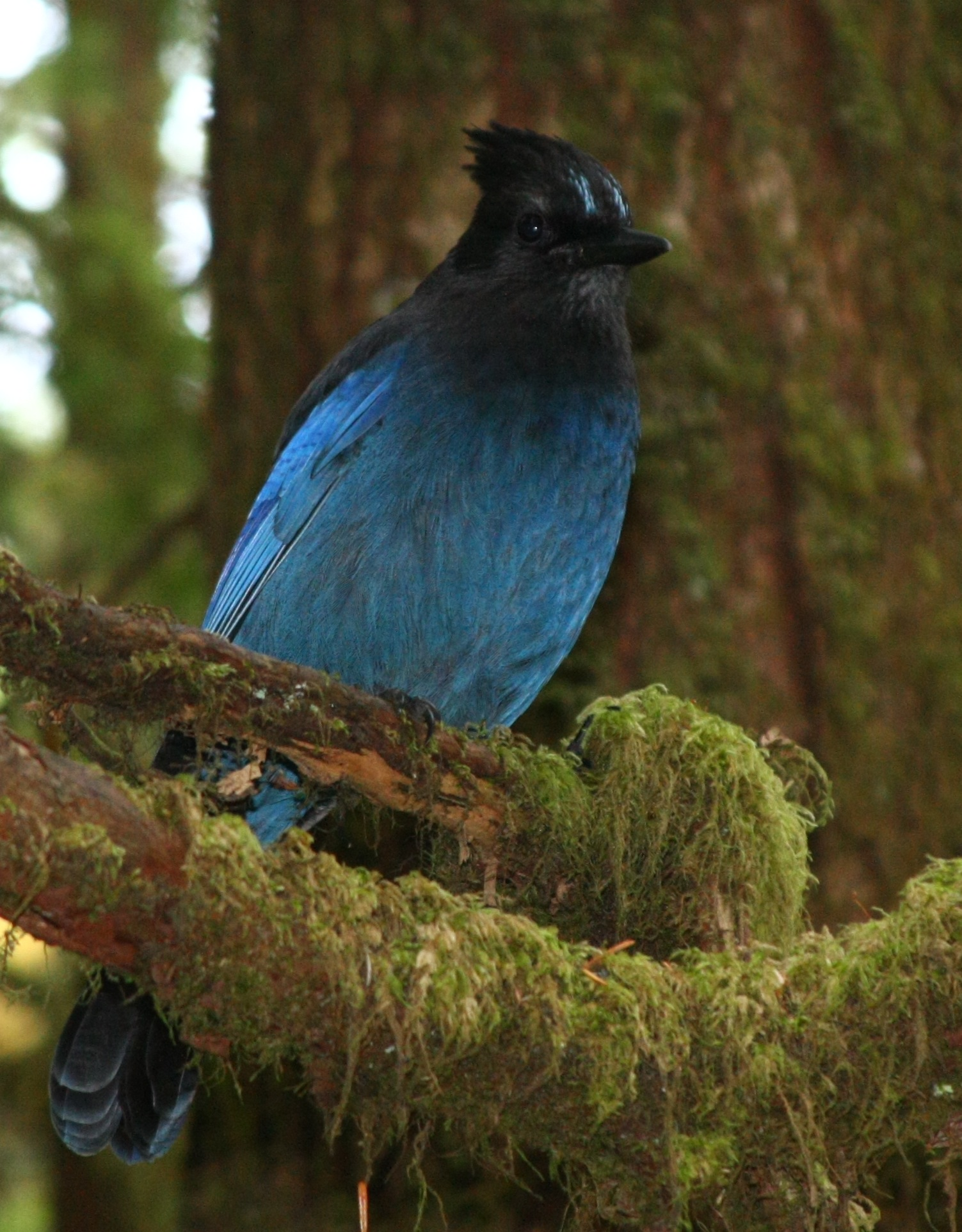
Pacific Rim National Park Reserve, British Columbia, Canada